# اسب بونی
اسب وونی (به زبان تالشی: اِسپِه هونی) روستایی از توابع بخش اسالم شهرستان طوالش در استان گیلان ایران است.
روستای اسب وونی در امتداد جاده اسالم به خلخال و در فاصله ۳۶ کیلومتری از اسالم واقع شده است و به دلیل قرارگیری در این مسیر به یکی از پربازدیدترین روستاهای ییلاقی شمال کشور تبدیل شده است و سالانه میزبان بسیاری از مسافران می باشد.

## جمعیت
این روستا در دهستان خرجگیل قرار دارد و براساس سرشماری مرکز آمار ایران در سال ۱۳۸۵، جمعیت آن ۴۷ نفر (۱۹خانوار) بوده‌است.